# Stade de neige
Pour un article plus général, voir Station de sports d'hiver.

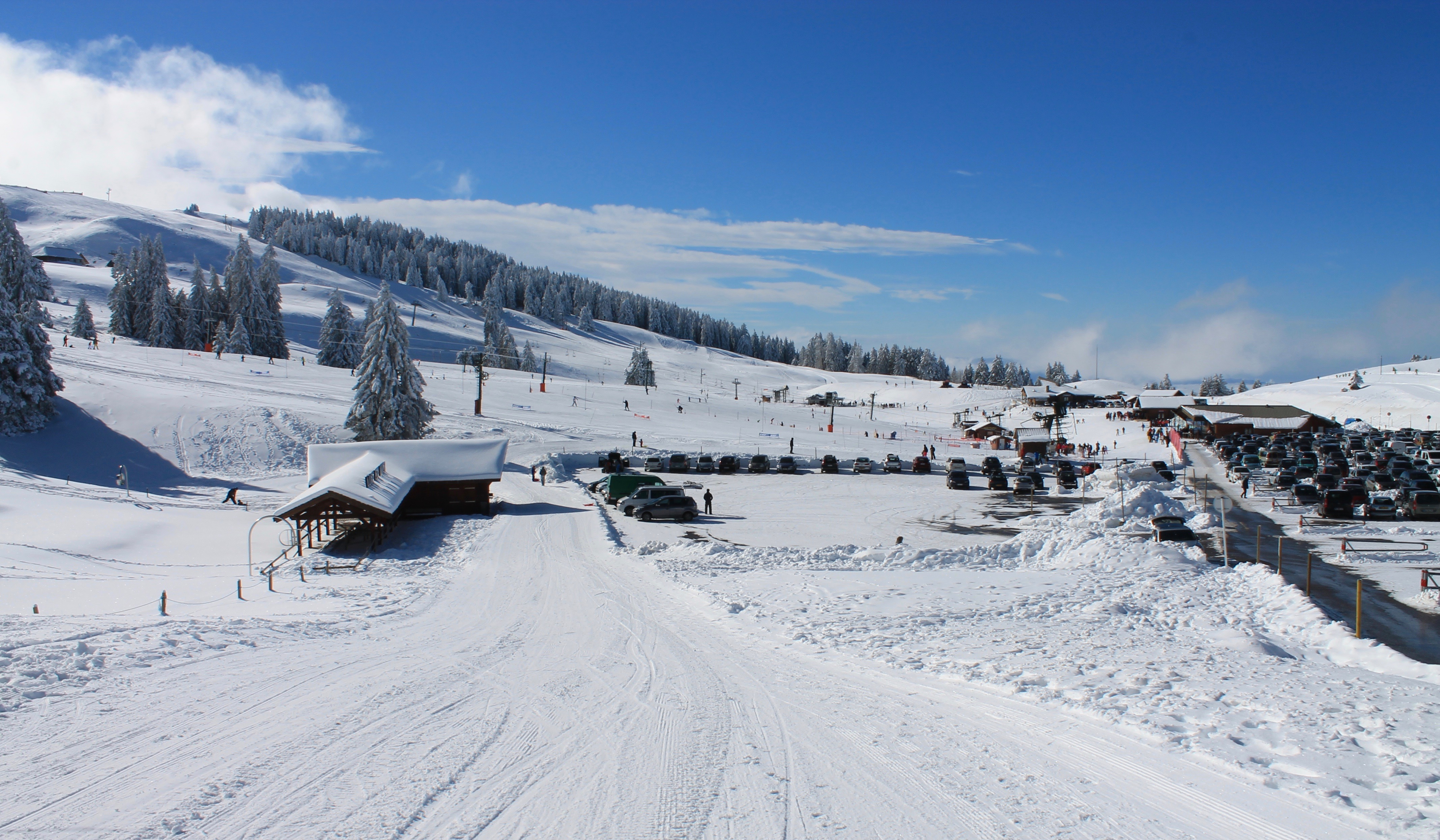
Vue du stade de neige du Semnoz en Haute-Savoie, en France, avec les quelques bâtiments commerciaux à côté du parking et du front de neige.

Un stade de neige, appelé aussi micro-station traditionnelle et/ou « underground », est un type de station de sports d'hiver aménagé pour la pratique des sports d'hiver. Il peut être considéré comme une « véritable base de loisirs hivernaux ». À la différence d'une station de sports d'hiver classique, le stade de neige ne dispose pas d'hébergement, ceux-ci sont alors situés plus bas dans la vallée, soit au village ancien, soit à la station nouvelle.

## Caractéristiques
Le stade de neige se situe, à proximité, à environ une dizaine de kilomètres, soit moins d'une heure de route, d'un ou de plusieurs centres urbains d'importance,. Le ski, dans ce type de station, se pratique à la (demi-)journée,, voire à la soirée.
Le stade de neige est équipé de remontées mécaniques, considérées comme légères dans les années 1960-70, par rapport aux grosses stations d'altitude. Ces aménagements modestes s'expliquent en partie par l'absence de retombées économiques majeures sur place. Les financement proviennent généralement des collectivités environnantes, s'il ne s'agit pas de capitaux privés[réf. nécessaire].
Le stade de neige n'accueille pas d'hébergements touristiques, il est possible éventuellement dans les noyaux des communes voisines (petits hôtels, gîtes ruraux, collectivités). On trouve toutefois quelques bâtiments pour accueillir un foyer, une salle hors-sac, des guichets ou encore de la petite restauration. Il peut y avoir parfois le développement d'hébergements, dans les années 1960, de type collectifs et plutôt sommaires. Plus récemment, à destination du personnel de la station. Une évolution en véritable station de tourisme est possible, comme pour Chamrousse devenue une véritable commune en 1989.

## Exemples
Apparus au cours des années 1960, on peut citer donc l'exemple de Chamrousse à proximité de la métropole grenobloise,, mais aussi pour la partie des Alpes du Nord, le Semnoz pour le bassin annécien, le stade de neige du Margériaz (partie des Aillons-Margériaz) pour le bassin chambérien et aixois, le stade de neige de Pipay aux Sept Laux en Isère ou encore le stade de neige de la Sierre de Lans-en-Vercors. Certains ne sont plus en activité ou n'ont jamais vu le jour comme Saint-Honoré 1500 en Isère ou Val Pelouse en Savoie.
Il s'agit également du type de développement observés dans les montagnes américaines ou plus récemment en Chine. Une vingtaine d'entre-eux ont été d'ailleurs été aménagés autour de la mégapole pékinoise (par exemple à Nanshan) au cours des années 2010.